# Giebło
Giebło ist eine Ortschaft mit einem Schulzenamt der Stadt-und-Land-Gemeinde Ogrodzieniec im Powiat Zawierciański der Woiwodschaft Schlesien in Polen.

## Geschichte

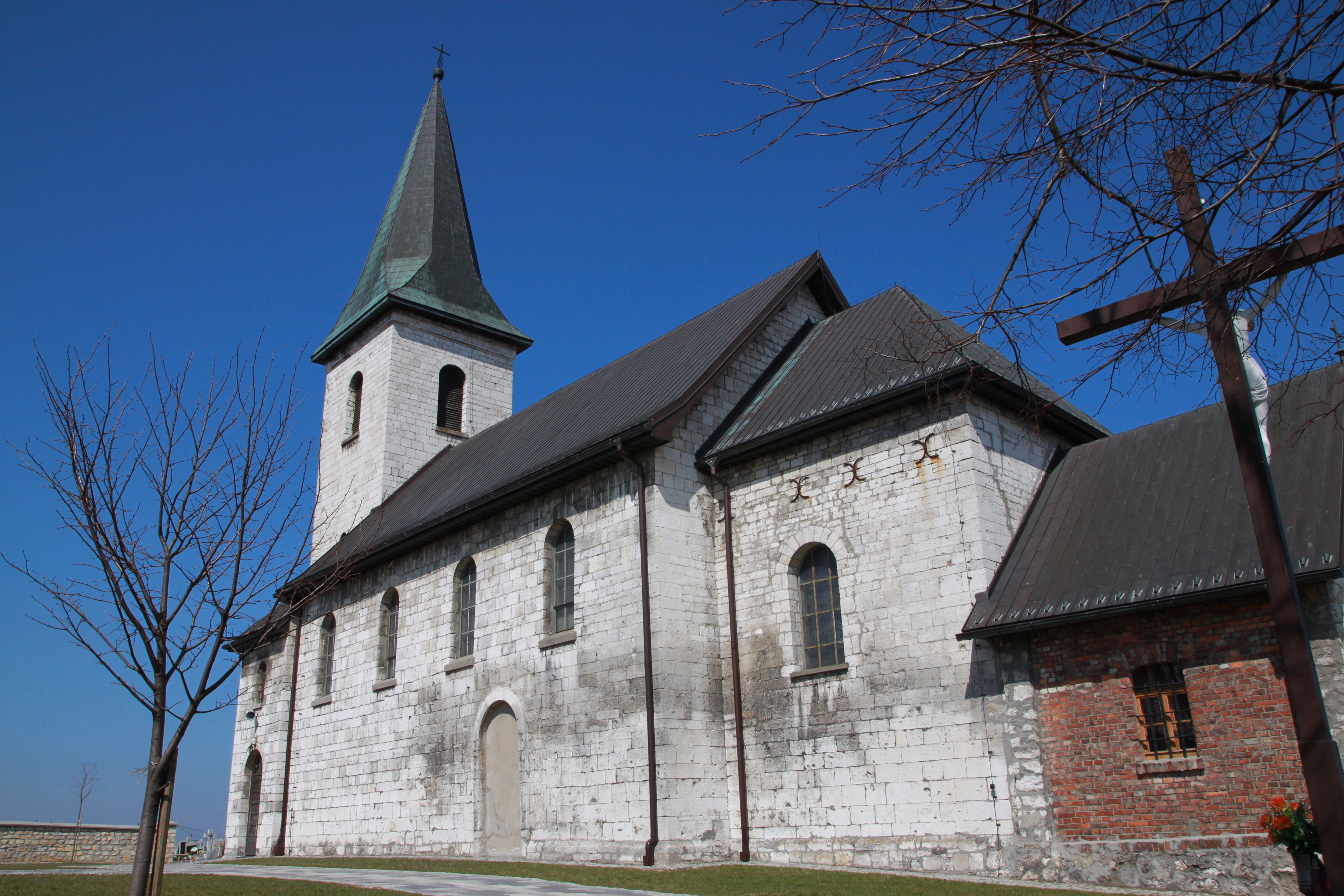
Ortskirche

Die um die Mitte des 12. Jahrhunderts romanische Ortskirche gehört zu den ältesten gemauerten Ortskirchen Kleinpolens.
Die Pfarrei Kebel wurde im Peterspfennigregister des Jahres 1327 im Dekanat Irządze (Idzrandza) des Bistums Krakau gelistet. Der Ortsname ist vom urslawischen *kьbьl (Scheffel (Maßeinheit), vergleiche altpolnisch gbeł: Zuber (Einheit)) abgeleitet und bezeichnet die Lage des Orts in einem Tal in einem hügeligen Land.
Politisch gehörte der Ort zum Königreich Polen (ab 1569 in der Adelsrepublik Polen-Litauen), Woiwodschaft Krakau, Kreis Lelów. Im Zuge der Dritten polnischen Teilung kam sie 1795 an Preußen als Teil von Neuschlesien. 1807 kam sie ins Herzogtum Warschau und 1815 ins neu entstandene, russisch beherrschte Kongresspolen.
Nach dem Ende des Ersten Weltkriegs kam Giebło zu Polen, Woiwodschaft Kielce. Beim Überfall auf Polen 1939 wurde das Gebiet von den Deutschen besetzt und dem Landkreis Ilkenau im neuen „Ostoberschlesien“ zugeordnet.
1956 wurde der Ort aus dem Powiat Olkuski in der Woiwodschaft Krakau an den Powiat Zawierciański in der „schlesischen“ Woiwodschaft Katowice angegliedert.